# Upplands runinskrifter 538
Upplands runinskrifter 538 är ett vikingatida runstensfragment av granit i Ösby, Roslags-Bro socken och Norrtälje kommun. Fragmentet var länge försvunnet, men återfanns i stenfoten till en kakelugn 1953. Fragmentet är 0,55 meter högt, 0,7 meter brett och 0,15 meter tjockt. Runhöjden är cirka 10 centimeter.

## Inskriften
Translitterering av runraden:
... ...(ʀ) ulb[i]ar... ... [suaota]
Normalisering till runsvenska:
... [æfti]ʀ Holmbior[n] ... suaota
Översättning till nusvenska:
... till minne av Holmbjörn ...